# 테마 TV 여자
《테마 TV 여자》는 시사교양 프로그램이다. 기획 의도는 여성상담 프로그램이며, 진행자는 유일하게 임성훈이다.

## 기획의도
여성상담 프로그램

## 진행자
- 임성훈